# Germaine Van Parys
Germaine Van Parys (Sint-Gillis, 1893 - Brussel, 1983), geboren als Germaine Eberg, was een pionier in de Belgische fotografie en de eerste vrouwelijke persfotograaf. Van Parys liet een historische fotocollectie na die ze tussen 1918 en 1968 opbouwde.

## Biografie
Germaine Van Parys realiseerde haar meisjesdroom en werd beroepsfotografe bij Le Soir. Hiermee was ze de eerste vrouwelijke persfotografe in België. Een halve eeuw fotografeerde ze diverse Belgische taferelen: het Brusselse volksgebeuren, het Brugse begijnhof, Albert Einstein, de koninklijke familie, oorlogsvluchtelingen, manifestaties aan de eeuwfeestpaleizen.
Van Parys richtte met Victor Hennebert in 1929 de Société des photographes-reporters op. Omdat hun werk toen vooral uit het toen nog relatief onbekende fotojournalistiek bestond, was promotie een van de belangrijkste zorgen van deze vereniging, die in 1932 de eerste Belgische persfotografietentoonstelling organiseerde.
Ze was gehuwd met persfotograaf Felix Van Parys. Tussen 1940 en 1944 weigerde ze opdrachten van kranten die onder nazitoezicht stonden.

## Postuum
In het Jubelparkmuseum vond in 2012 een overzichtstentoonstelling plaats. Johan Swinnen, docent kunstgeschiedenis aan de Vrije Universiteit Brussel, was curator.